# Élections municipales de 1947 dans le Finistère
Les élections municipales dans le Finistère ont eu lieu les 19 et 26 octobre 1947.

## Maires sortants et maires élus
| Commune             | Population | Maire sortant                | Parti | Parti    | Maire élu                    | Parti | Parti    |
| ------------------- | ---------- | ---------------------------- | ----- | -------- | ---------------------------- | ----- | -------- |
| Audierne            | 4 073      | Francis Postic               |       | PC       | Francis Postic               |       | PC       |
| Bannalec            | 6 098      | Emmanuel Robin               |       | SFIO     | Lucien Picard                |       | SFIO     |
| Brest               | 74 991     | Jules Lullien                |       | Rad.     | Alfred Chupin                |       | RPF      |
| Briec               | 3 848      | Yves Le Page                 |       | MRP      | Yves Le Page                 |       | MRP      |
| Carhaix             | 4 273      | Pierre Kerneïs               |       | PC       | Pierre Kerneïs               |       | PC       |
| Châteaulin          | 3 954      | Hervé Mao                    |       | SFIO     | Hervé Mao                    |       | SFIO     |
| Châteauneuf-du-Faou | 3 695      | Yves Blanchard               |       | PC       | Jean-Louis Birrien           |       |          |
| Cléder              | 5 038      | Jean-Marie Postec            |       |          | Yves Berthévas               |       | MRP      |
| Clohars-Carnoët     | 4 226      | Julien Le Grévellec          |       | SFIO     | Julien Le Grévellec          |       | SFIO     |
| Concarneau          | 10 519     | Robert Jan                   |       | PC       | Alain Jean Le Dervouët       |       | SFIO     |
| Crozon              | 7 712      | Henri Kéranguyader           |       | DVD      | Albert Le Lann               |       | DVD      |
| Douarnenez          | 20 564     | Yves Caroff                  |       | PC       | Yves Caroff                  |       | PC       |
| Ergué-Armel         | 8 084      | Yves Thépot                  |       | SFIO     | Yves Thépot                  |       | SFIO     |
| Fouesnant           | 3 537      | Pierre Le Lay                |       |          | Yves Feunteun                |       |          |
| Guipavas            | 5 532      | Louis Goar                   |       |          | Charles Goux                 |       | Rad.     |
| Kerfeunteun         | 5 479      | Pierre Patérour              |       |          | Pierre Patérour              |       |          |
| Landerneau          | 10 975     | Jean-Louis Rolland           |       | SFIO     | Émile Chossec                |       | PRL      |
| Landivisiau         | 5 445      | Joseph Pinvidic              |       | RPF      | Joseph Pinvidic              |       | RPF      |
| Lannilis            | 3 750      | Jean Audren de Kerdrel       |       | DVD      | Jean Audren de Kerdrel       |       | DVD      |
| Le Guilvinec        | 4 741      | Marc Scouarnec               |       | PC       | Marc Scouarnec               |       | PC       |
| Le Relecq-Kerhuon   | 6 021      | Jean Autret                  |       | PC       | Jean Déniel                  |       | SFIO     |
| Lesneven            | 4 825      | Jules Duterque               |       | MRP      | Jules Duterque               |       | MRP      |
| Loctudy             | 3 667      | Charles Jehan de Penfentenyo |       | DVD      | Charles Jehan de Penfentenyo |       | DVD      |
| Moëlan-sur-Mer      | 6 810      | Hippolyte Cornou             |       | SFIO     | Hippolyte Cornou             |       | SFIO     |
| Morlaix             | 15 121     | Jules Hippolyte Masson       |       | SFIO     | Jean Le Duc                  |       | MRP      |
| Penhars             | 6 633      | Nicolas Kervahut             |       | SFIO     | Ange Le Guennec              |       | RPF      |
| Penmarc'h           | 7 077      | Thomas Donnard               |       | PC       | Thomas Donnard               |       | PC       |
| Plabennec           | 4 098      | Jean Monfort                 |       |          | Jean Monfort                 |       |          |
| Pleyben             | 4 575      | P. Normand                   |       |          | Jean-Louis Dibit             |       |          |
| Plonéour-Lanvern    | 4 130      | Jean-Louis Quiniou           |       | PC       | Sébastien Toullec            |       |          |
| Plonévez-du-Faou    | 4 041      | Joseph Le Derrien            |       | Rad.     | Joseph Le Derrien            |       | Rad.     |
| Ploudalmézeau       | 4 142      | Jean Caraës                  |       |          | Jean Caraës                  |       |          |
| Plouescat           | 4 224      | Pierre Trémintin             |       | MRP      | Pierre Trémintin             |       | MRP      |
| Plougasnou          | 3 683      | François Charles             |       | SFIO     | François Charles             |       | SFIO     |
| Plougastel-Daoulas  | 6 894      | Corentin Le Goff             |       | DVD      | Jean Fournier                |       | DVD      |
| Plougonven          | 3 540      | Armand Prigent               |       | SFIO     | Armand Prigent               |       | SFIO     |
| Plouguerneau        | 6 180      | François Loaëc               |       |          | François Loaëc               |       |          |
| Plouhinec           | 6 219      | Pascal Burel                 |       |          | Pascal Burel                 |       |          |
| Plouigneau          | 3 604      | Yves Le Lann                 |       | SFIO     | Yves Le Lann                 |       | SFIO     |
| Plounévez-Lochrist  | 3 737      | Robert Debled                |       | PRL      | Pierre Goaoc                 |       |          |
| Plozévet            | 4 078      | Albert Le Bail               |       | Rad.soc. | Albert Le Bail               |       | Rad.soc. |
| Pont-l'Abbé         | 6 644      | Noël Le Bleis                |       | PC       | Léon Le Moal                 |       | SFIO     |
| Quimper             | 20 149     | Yves Wolfarth                |       | MRP      | Joseph Halléguen             |       | RPF      |
| Quimperlé           | 10 679     | Joseph Le Roch               |       | Soc.ind. | Alain Le Louédec             |       | UDSR     |
| Riec-sur-Bélon      | 4 418      | François Cadoret             |       | Rad.     | François Cadoret             |       | Rad.     |
| Roscoff             | 4 183      | Célestin Seïté               |       | DVD      | Célestin Seïté               |       | DVD      |
| Saint-Pol-de-Léon   | 8 903      | Henri Le Sann                |       | MRP      | Henri Le Sann                |       | MRP      |
| Scaër               | 7 838      | Pierre Salaün                |       | PC       | Pierre Salaün                |       | PC       |
| Trégunc             | 4 889      | Michel Naviner               |       | PC       | Michel Naviner               |       | PC       |